# Greet Grottendieck
Greet Grottendieck (Den Haag, 22 februari 1943) is een Nederlandse beeldhouwster.

## Leven en werk
Grottendieck groeide op in Den Haag. Nadat ze de ULO niet voltooide, ging ze bij haar vader aan het werk in zijn rijwielzaak. Ze verzorgde onder meer de etalage, waarvoor ze poppen maakte en achtergronden schilderde. Ze verhuisde in 1965 naar de Veluwe. Ze volgde er een cursus creatieve handvaardigheid bij de Apeldoornse Volksuniversiteit, maar is als beeldhouwer autodidact. Ze had gedurende achttien jaar haar atelier en beeldentuin in Wenum-Wiesel.
Grottendieck maakt vooral natuurgetrouwe bronzen beelden van mensen en dieren. Kenmerkend voor haar beelden is dat ze als het ware midden tussen de mensen staan. Zo staat Koningin Wilhelmina bij de Grote Kerk in Apeldoorn niet op een sokkel en kan men bij Kasteel De Cannenburgh in Vaassen zo op het bankje naast Maarten van Rossum gaan zitten.

## Werken (selectie)
- 1985 De mulder, Vaassen
- 1987 De fietster, Epe, gestolen in 2011 en vervangen in 2012
- 1990 De geboorte van Athena, Apeldoorn
- 1992 Man, Epe; Vrouw, Vaassen; Jongen, Emst; Meisje, Oene; gemeente Epe
- 1995 Twee kinderen, Barneveld
- 1997 Maarten van Rossum, Vaassen
- 1997 Drie eiervrouwtjes, Vaassen
- 1998 Honderd jaar vorstinnen, Epe
- 1998 Koningin Wilhelmina, Apeldoorn
- 1998 De vechtertjes (De Vecht)
- 1999 Bronzen buste Jan Boer, Kloosterweg Rottum
- 1999 Koningin Wilhelmina, Bunschoten-Spakenburg
- 2001 Plaquette Johan Willem Friso, Moerdijk, haven
- 2004 Kop in 't zand, Emmeloord
- 2005 Baby in bloem, katholieke begraafplaats Vaassen
- 2006 Moluks monument, Vaassen
- 2009 Buste kol M.C. van Houten, Marechausseemuseum, Buren
- 2013 Jan Bronbeek, Arnhem, park Bronbeek

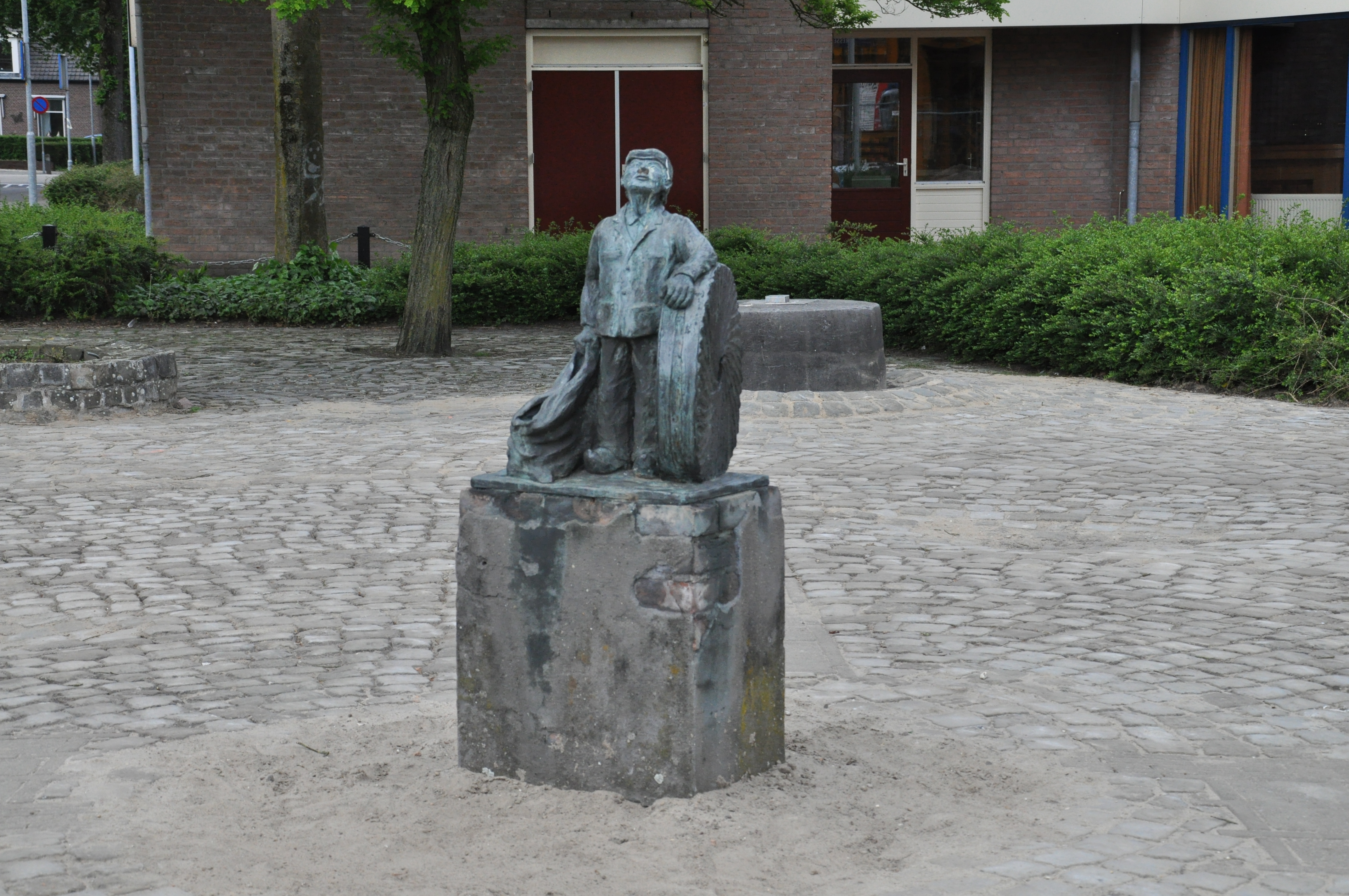
De mulder (1985), Vaassen
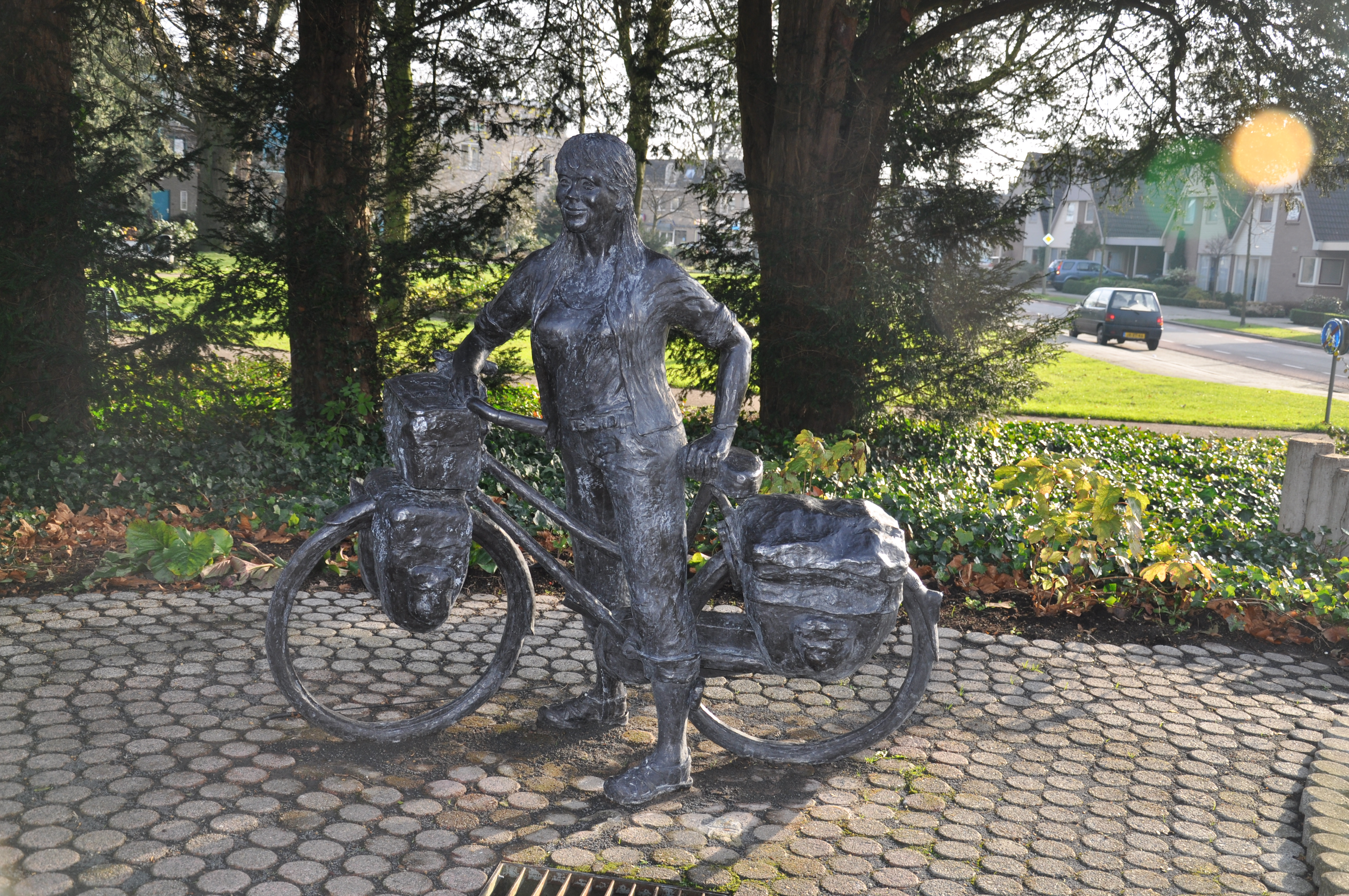
De Fietsster (1987), Epe
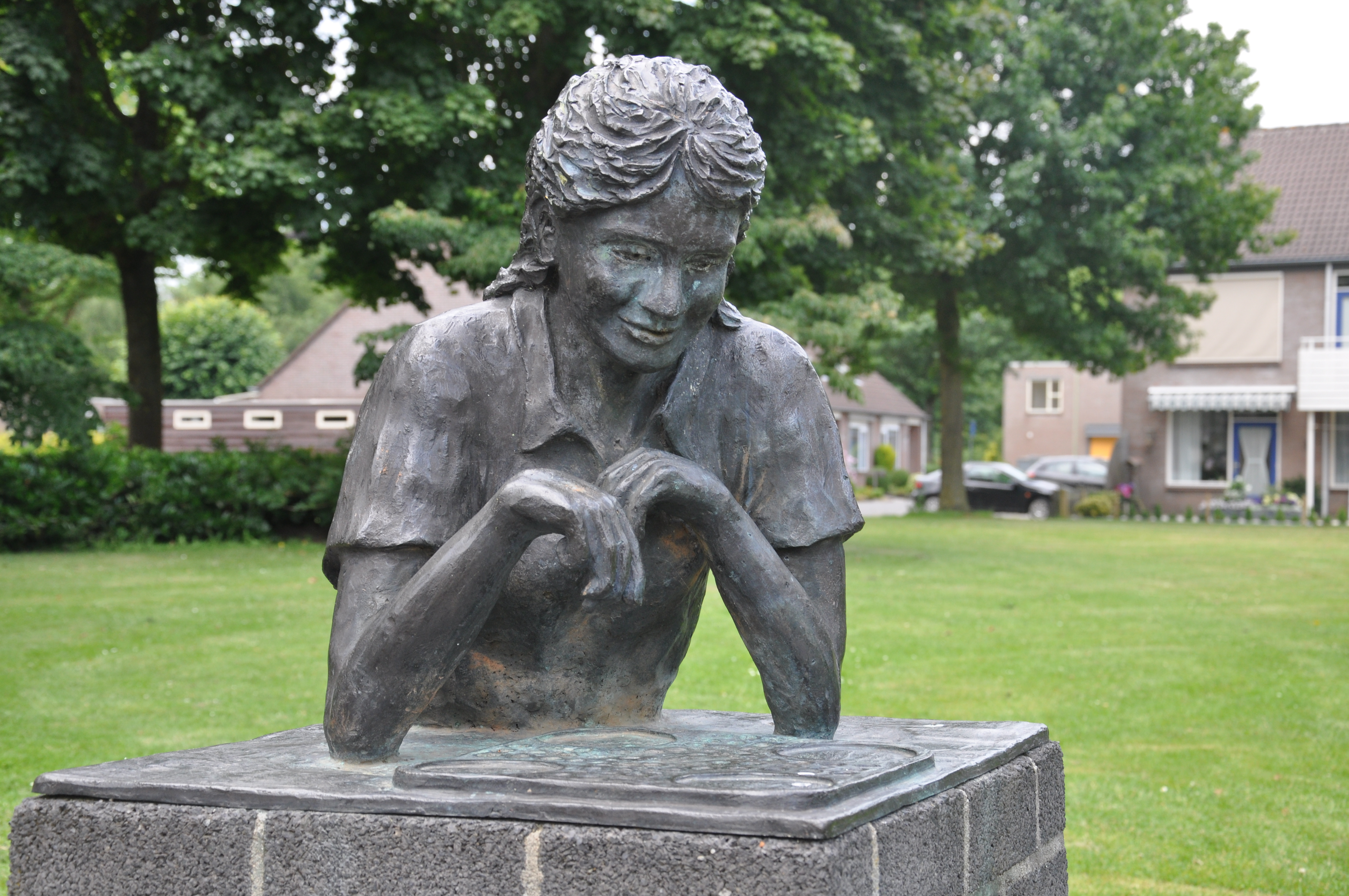
Vrouw (1992), Vaassen
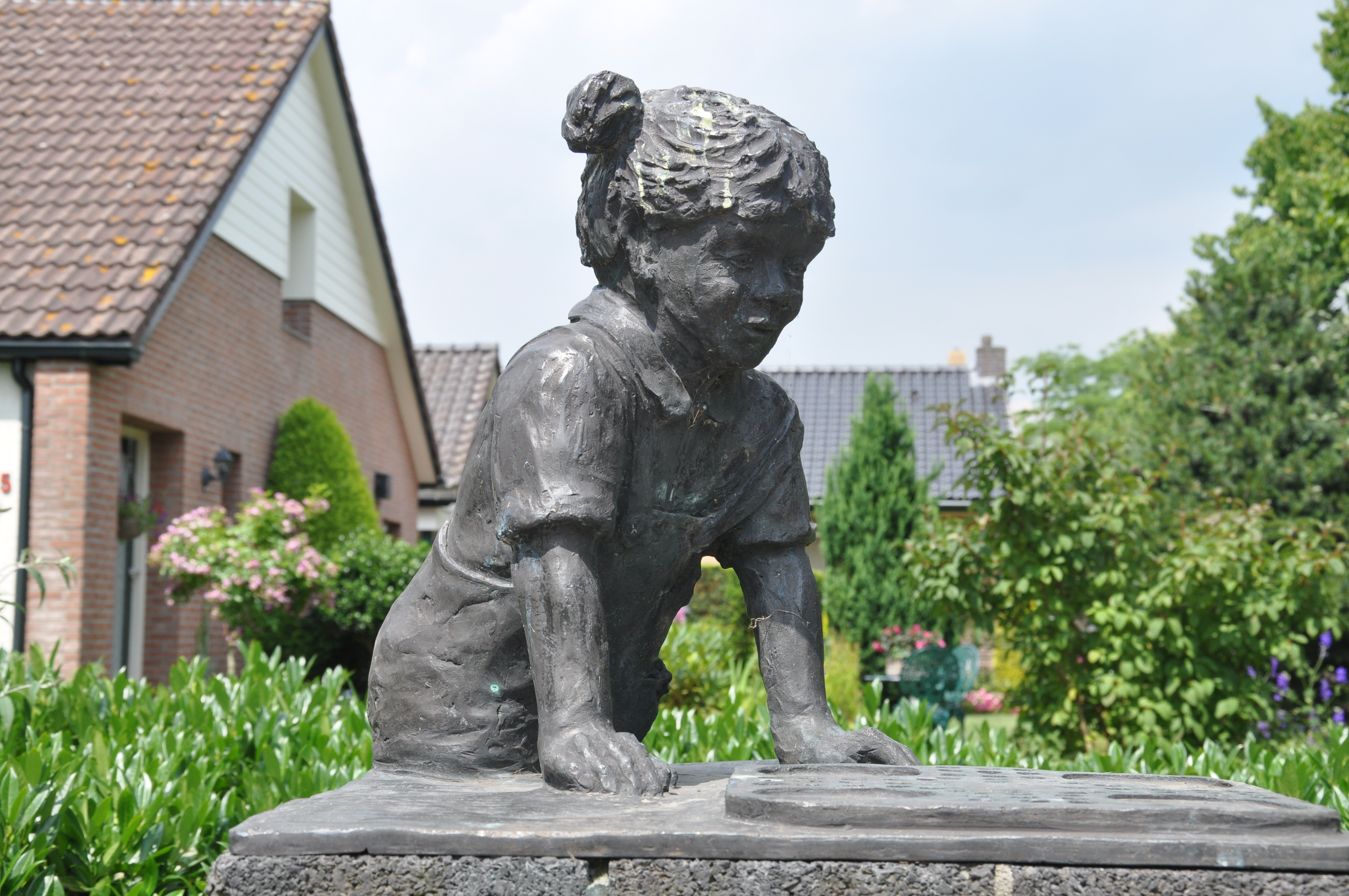
Meisje (1992), Oene
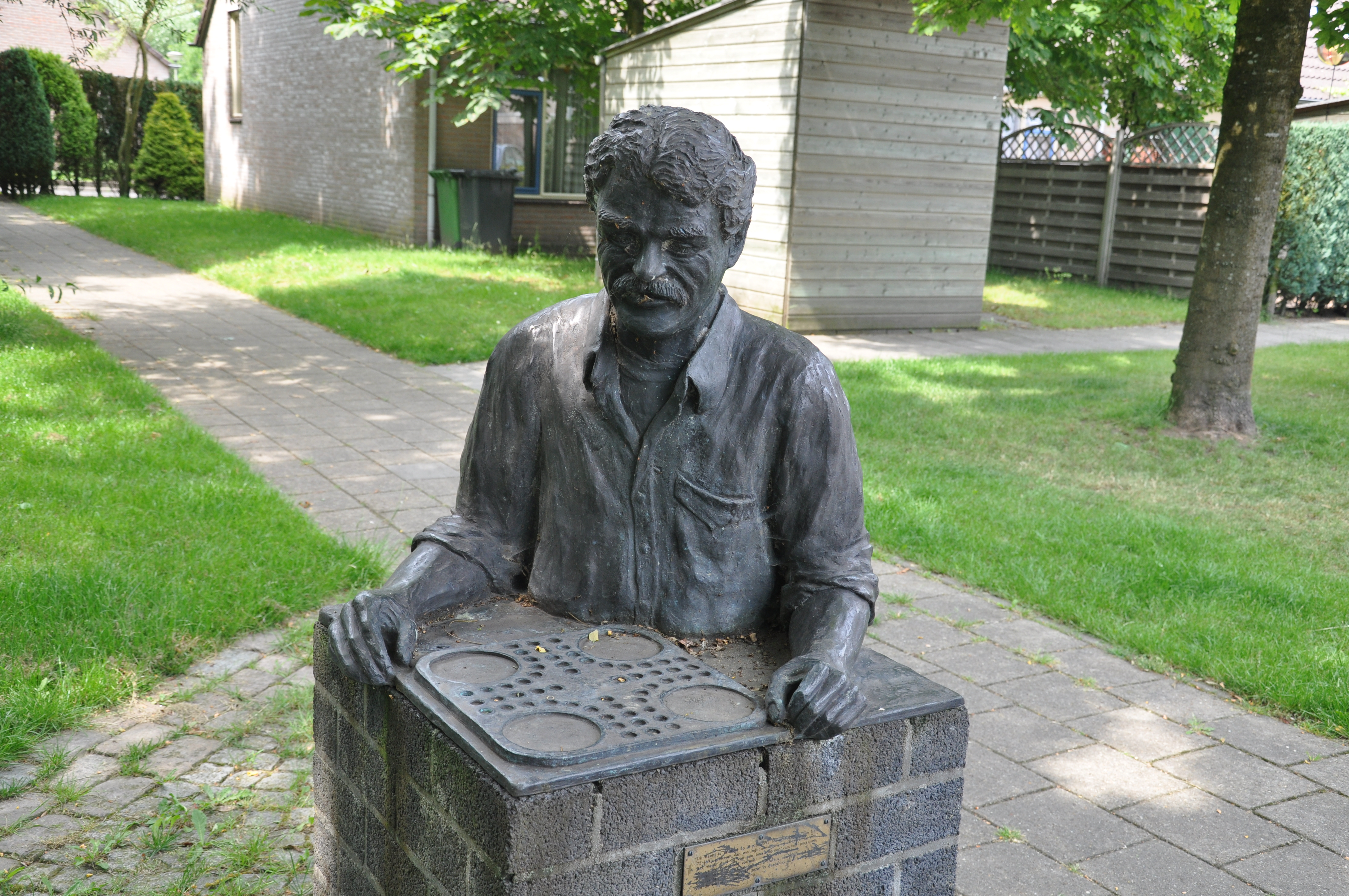
Man (1992), Epe
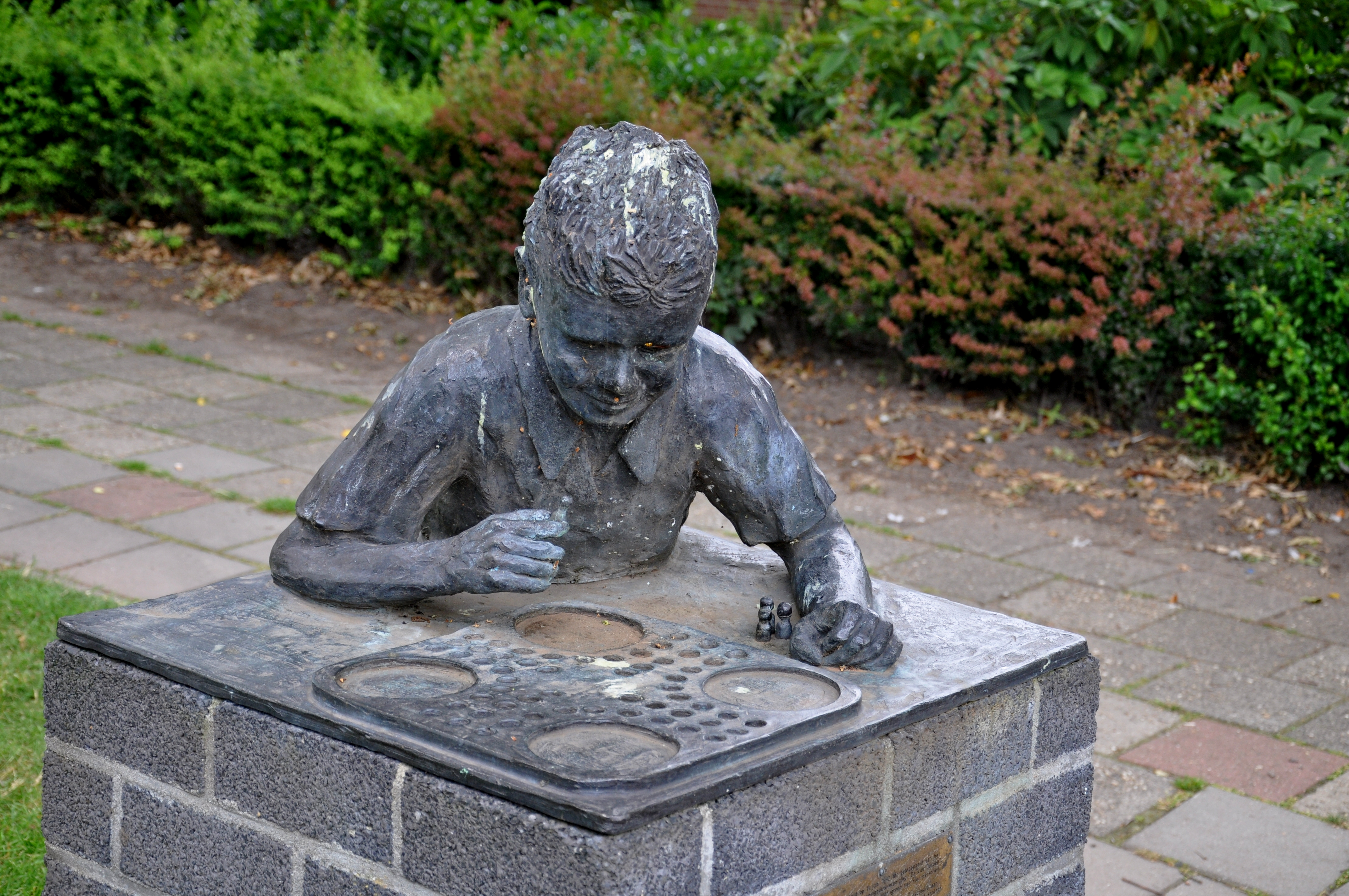
Jongen (1992), Emst
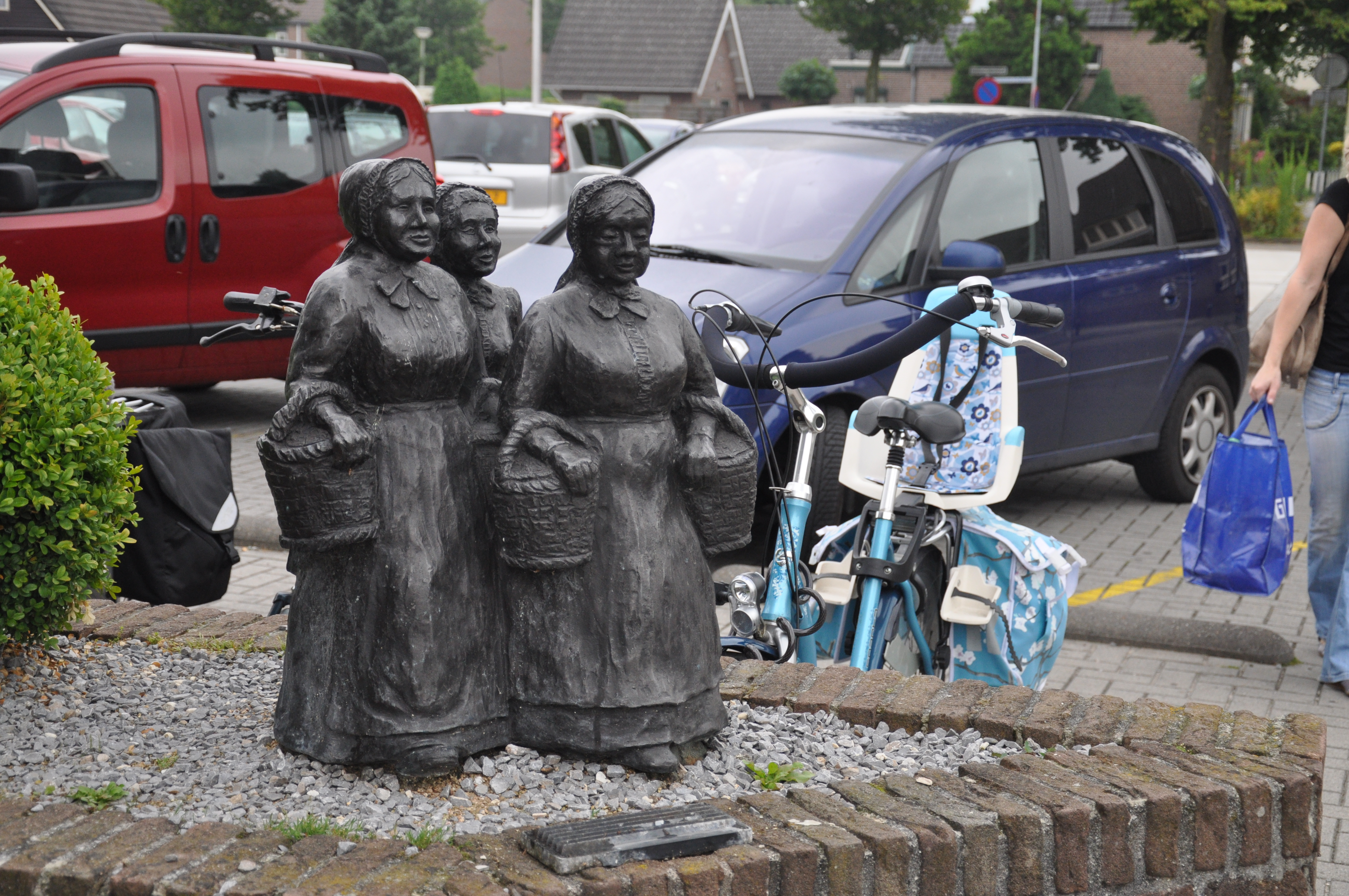
Drie eiervrouwtjes (1997), Vaassen
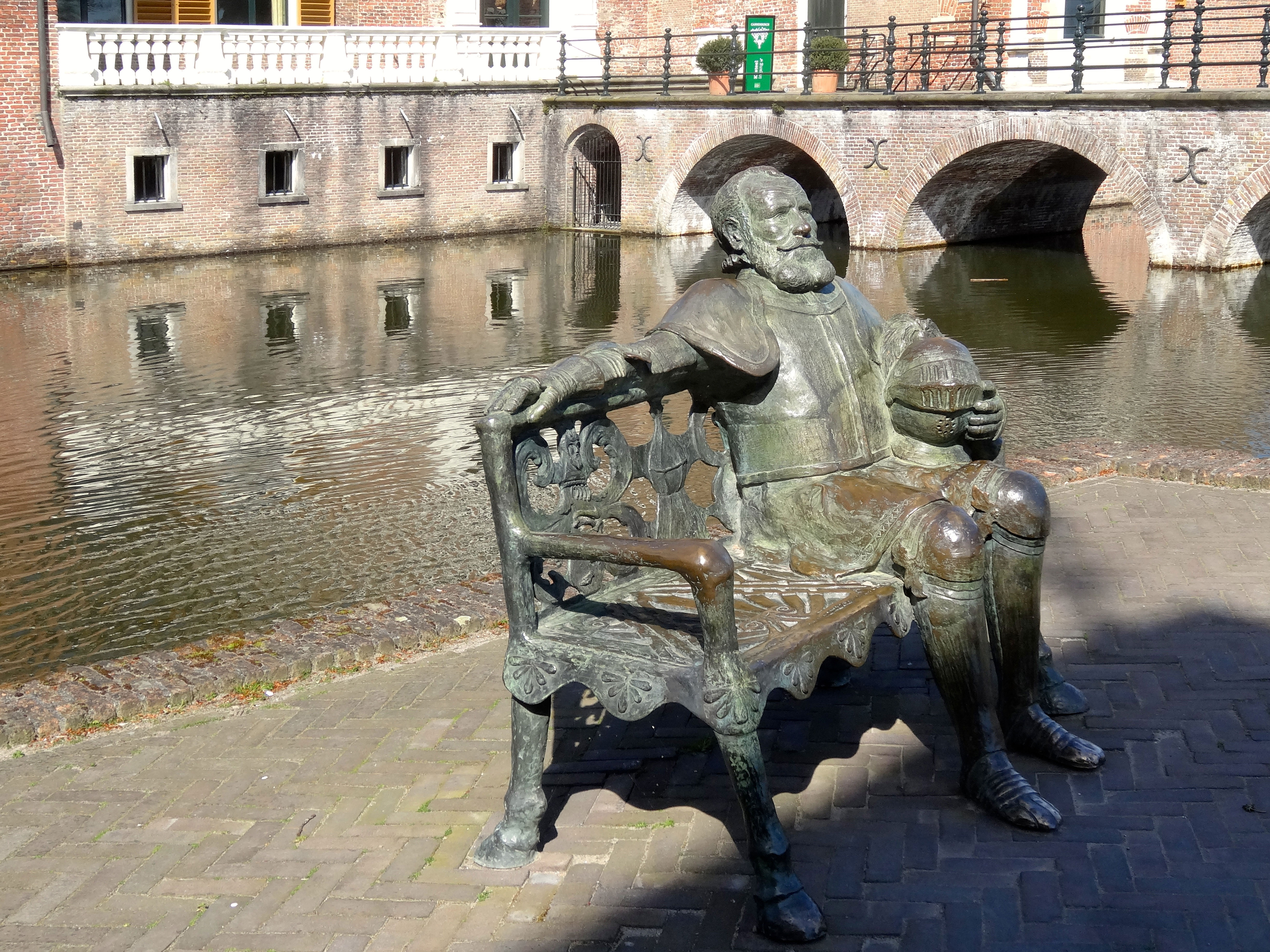
Maarten van Rossum (1997), Vaassen
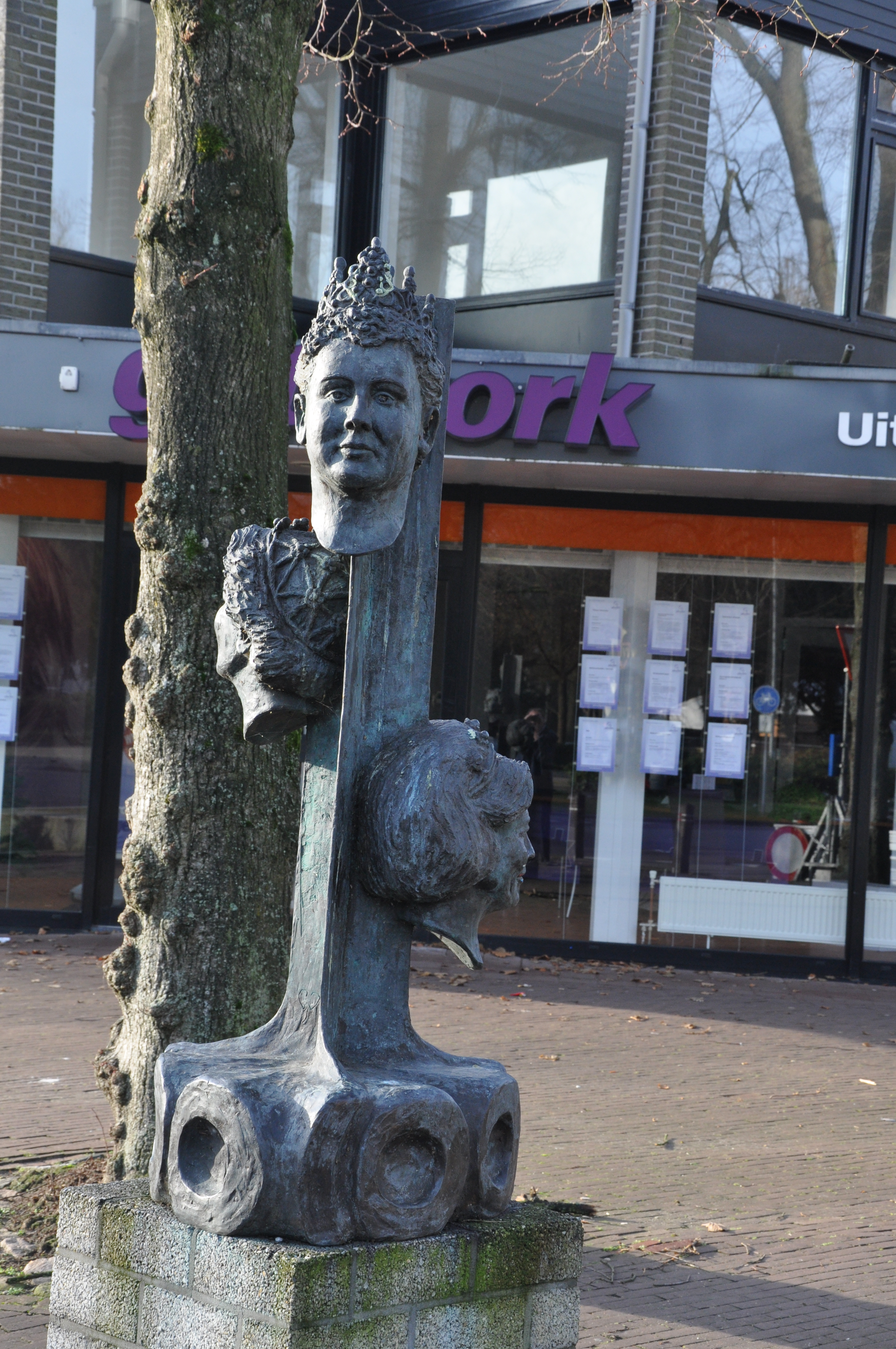
Honderd jaar vorstinnen (1998), Epe
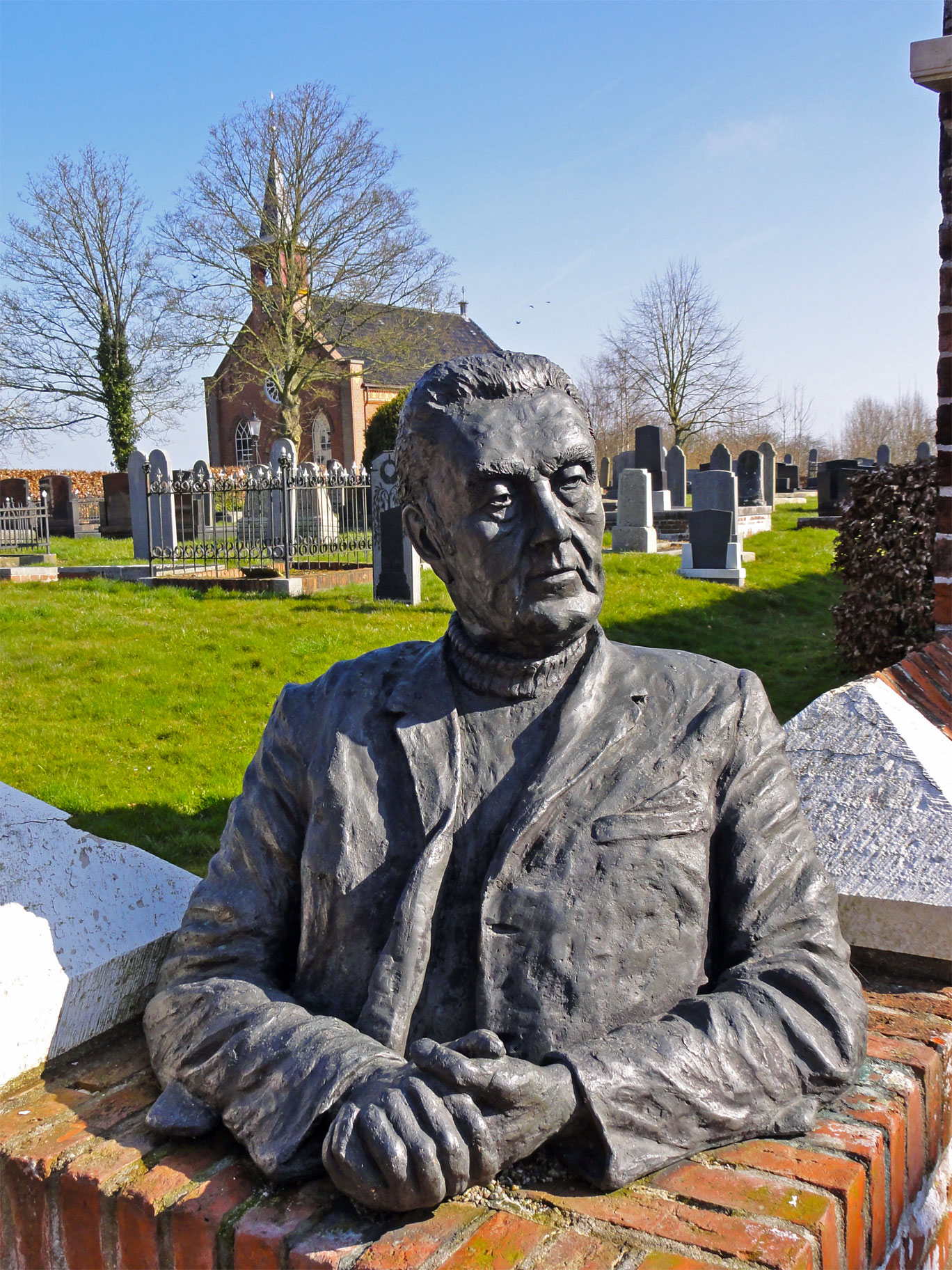
1999 Buste Jan Boer (1999), Eemsmond